# The British Grenadiers
The British Grenadiers est une chanson de marche des unités de grenadiers de l'armée britannique dont la mélodie date du XVIIe siècle. C'est la marche rapide régimentaire du Corps of Royal Engineers, des Grenadier Guards, de l'Honourable Artillery Company, du Royal Regiment of Fusiliers et des Canadian Grenadier Guards. Sont également autorisés à le jouer, le Royal Gibraltar Regiment, le Royal Regiment of Canadian Artillery, le Royal Regiment of Canada, le Princess Louise Fusiliers et le 5th Canadian Mounted Rifles.

## Historique
Une chanson intitulée The New Bath trouvé dans un recueil de musique du XVIIe siècle édité par John Playford semble être la source de la mélodie. D'autres historiens ont cependant suggéré qu'elle serait dérivée de la marche néerlandaise De Jonge Prins van Friesland (Le jeune prince de Frise, en référence au Prince Jean Guillaume Friso d'Orange), les deux premières notes de musique étant identiques. La marche fut introduite en Grande-Bretagne sous le règne de Guillaume III qui fut roi d'Angleterre et stathouder de Hollande. Actuellement, la chanson De Jonge Prins van Friesland est la Royal Inspection March in de l'armée néerlandaise et marche du prince héritier.
La première version de la chanson telle que nous la connaissons aujourd'hui remonte à 1706 quand il a été publié sous le nom The Granadeer's March. La première version imprimée sur papier avec les paroles date de 1750. C'était un son populaire à travers les XVIIIe et XIXe siècles et le reste aujourd'hui. Durant l'opération Market Garden, quelques hommes de la 1re division aéroportée britannique auraient joué l'air avec une flute et des casques comme tambours.
Au Royaume-Uni, il est joué lors de l'annuel Trooping the Colour. Qui plus est, les 8 premières mesures sont jouées quand l'escorte pour les couleurs prend position sur la Horse Guards Parade.

## Paroles
Le texte suivant est la version la plus connue et date probablement d'avant la Guerre de Succession d'Espagne (1702-1713) car il fait référence au lancer de grenades à la main (une pratique qui s'est révélée dangereuse et abolie après la guerre de Succession d'Espagne) et d'hommes portant caps and pouches (à savoir la coiffure typique portée par ces troupes d'élite et probablement les cartouchières portées à l'avant) et de loupèd clothes alors réservés aux seuls grenadiers.
| Paroles en anglais | Traduction littérale |
| --- | --- |
| Some talk of Alexander, and some of Hercules Of Hector and Lysander, and such great names as these. But of all the world's great heroes, there's none that can compare. With a tow, row, row, row, row, row, to the British Grenadiers. Those heroes of antiquity ne'er saw a cannon ball, Or knew the force of powder to slay their foes withal. But our brave boys do know it, and banish all their fears, Sing tow, row, row, row, row, row, for the British Grenadiers. Whene'er we are commanded to storm the palisades, Our leaders march with fusees, and we with hand grenades. We throw them from the glacis, about the enemies' ears. Sing tow, row, row, row, row, row, the British Grenadiers. And when the siege is over, we to the town repair. The townsmen cry, "Hurrah, boys, here comes a Grenadier! Here come the Grenadiers, my boys, who know no doubts or fears! Then sing tow, row, row, row, row, row, the British Grenadiers. Then let us fill a bumper, and drink a health to those Who carry caps and pouches, and wear the loupèd clothes. May they and their commanders live happy all their years. With a tow, row, row, row, row, row, for the British Grenadiers." | Certains parlent d'Alexandre, et certains d'Hercule D'Hector et Lysandre, et de grands noms tels que ceux-ci. Mais de tous les grands héros du monde, il n'y a rien qui puisse se comparer. Avec une rangée, rangée, rangée de grenadiers britanniques. Ces héros de l'antiquité n'ont jamais vu un boulet de canon, Ou connu la puissance de la poudre pour tuer leurs ennemis. Mais nos braves hommes le savent et chassent toutes leurs craintes, Chantant une rangée, rangée, rangée de grenadiers britanniques. Même s'il nous est ordonné de prendre d'assaut les palissades, Nos chefs marchent avec des fusils et nous avec des grenades à main. Nous les lançons du glacis vers les oreilles de l'ennemi. Chantant une rangée, rangée, rangée de grenadiers britanniques. Et quand le siège est terminé, nous nous rendons en ville. Les habitants criaient : «Hourra, les garçons, voici un grenadier! Voici venir les Grenadiers, mes garçons, qui ne connaissent pas le doute ou les craintes! Puis chante une rangée, rangée, rangée de grenadiers britanniques. Ensuite, laissez-nous remplir un gobelet et boire à la santé de ceux Qui portent coiffures et sacs, et portent les vêtements "loupèd". Puissent-ils et leurs commandants vivre heureux toutes leurs années. Avec une rangée, rangée, rangée de grenadiers britanniques. ». |

| Version française |
| --- |
| Les Légions d'Alexandre, d'Hannibal ou de Napoléon Ayant du cœur à vendre se battaient toujours comme des lions Mais parmi tous ces soldats fameux, il est des soldats magnifiques Les grenadiers britanniques sont toujours les meilleurs grenadiers Quand ils sont en campagnes, dans le nord, le sud ou bien ailleurs En plaine ou en campagne, c'est toujours eux qui sont les meilleurs L'ennemi en les voyant foncer se sent pris d'une folle panique Les grenadiers britanniques sont vraiment les meilleurs grenadiers |

## Termes historiques
La chanson contient des mots qui ne sont plus utilisés en anglais :
- Fusees - fusils, les officiers portaient des fusils plutôt que des grenades.
- Glacis - terme concernant la fortification se référant au talus en pente douce qui habituellement précède le fossé devant les murs d'une forteresse. Il est conçu pour détourner des boulets de canon, mais devient un lieu dangereusement exposé pour lancer des grenades.
- Bumper - littéralement le pare-chocs, fait référence à un récipient pouvant être cogné contre un autre lors d'un toast.
- Louped clothes - en anglais actuel looped, se réfère à la pièce d'uniforme aux couleurs distinctes pour chaque régiment.
- toe row row - se réfère à la formation militaire en rangée de lignes droites

## Dans la culture populaire
Ce morceau est également utilisé dans certaines scènes du film The Patriot avec Mel Gibson, Barry Lyndon de Stanley Kubrick, ainsi que dans l'anime Girls und Panzer.